# Паракрифиевые
Паракрифиевые (лат. Paracryphiaceae) — семейство двудольных растений, включающее 3 рода и 38 видов.
Паракрифиецветные (лат. Paracryphiales) - по современной классификации APG IV монотипный порядок цветковых растений c 1 семейством, 3 родами и 38 ботаническими видами. Порядок включается в дочернюю кладу Кампанулиды, последовательно входящую в более крупные клады  Астериды -> Суперастериды -> Эвдикоты -> Цветковые растения.

## Ботаническое описание
Паракрифиевые — одревесневшие кустарники или деревья.

## Ареал
Естественный ареал — Австралия, Юго-Восточная Азия, Новая Каледония. В системе классификации цветковых растений APG II семейство состоит из двух родов: монотипного рода паракрифия (Paracryphia), являющегося эндемиком Новой Каледонии, и квинтиния (Quintinia), представленного 25 видами, распространенными на Филиппинах, Новой Гвинее, восточном побережье Австралии, Новой Зеландии и Новой Каледонии.

## Классификация
В современной системе APG IV (2016) порядок Паракрифиецветные включает 1 семейство и 3 рода:
- Семейство Paracryphiaceae — Паракрифиевые
  - Род Paracryphia  — Паракрифия, монотипный с 1 видом Paracryphia alticola.
  - Род Quintinia - 27 видов
  - Род Sphenostemon - 10 видов

### Таксономическое положение[1]
- Paracryphiales Takht. ex Reveal, 1992, Novon 2(3): 239
- Paracryphiaceae Airy Shaw, 1965, Kew Bull. 18: 265

Порядок Паракрифиецветные включается в дочернюю кладу Кампанулиды, последовательно входящую в более крупные клады  Астериды -> Суперастериды -> Эвдикоты -> Цветковые растения. Кладограмма в соответствии с Системой APG IV:
|  |                          |  |                                   | порядок Паракрифиецветные |  | семейство Паракрифиевые |  | 3 рода |  | 38 видов |
|  |                          |  |                                   | порядок Паракрифиецветные |  | семейство Паракрифиевые |  | 3 рода |  | 38 видов |
|  | клада Цветковые растения |  |                                   |                           |  |                         |  |        |  |          |
|  |                          |  |                                   |                           |  |                         |  |        |  |          |
|  |                          |  | ещё 63 порядка цветковых растений |                           |  |                         |  |        |  |          |
|  |                          |  |                                   |                           |  |                         |  |        |  |          |